# Classe Drache
A Classe Drache foi uma classe de ironclads operada primeiro pela Marinha Austríaca e depois pela sucessora Marinha Austro-Húngara, composta pelo SMS Drache e SMS Salamander. Suas construções começaram no início de 1861 nos estaleiros da Stabilimento Tecnico Triestino, foram lançados ao mar ainda no mesmo ano e comissionados na frota em 1862. A classe foi projetada pelo engenheiro Josef von Romako e encomendada em resposta a novos ironclads sendo construídos na mesma época pela Marinha Real Italiana, que era a principal adversária da Marinha Austríaca no Mar Adriático. Isto marcou o início de uma corrida armamentista entre os dois países por mais ironclads.
Os dois ironclads da Classe Drache eram equipados com um armamento principal composto por dez canhões de 48 libras e dezoito canhões de 24 libras. Tinham um comprimento de fora a fora de setenta metros, boca de quase catorze metros, calado de por volta de seis metros e um deslocamento carregado de mais de três mil toneladas. Seus sistemas de propulsão eram compostos por três mastros de vela e quatro caldeiras a carvão que alimentavam um motor a vapor, que por sua vez girava uma hélice até uma velocidade máxima de dez nós (dezenove quilômetros por hora). Os navios também eram protegidos por um cinturão principal de blindagem com espessura máxima de 115 milímetros.
Os navios participaram da Guerra dos Ducados do Elba contra a Dinamarca em 1864, porém permaneceram no Adriático e assim nunca entraram em combate. Dois anos depois se envolveram na Guerra Austro-Prussiana, estando presentes na Batalha de Lissa. Nesta, o Drache infligiu danos fatais no navio de defesa de costa italiana Palestro, mas por sua vez foi atingido várias vezes pela artilharia inimiga e danificado. O Salamander, por sua vez, não sofreu tantos danos. Pouco fizeram pelos anos seguintes e acabaram se deteriorando. O Drache foi descartado e desmontado em 1883, já o Salamander foi usado como um depósito flutuante até também ser desmontado entre 1895 e 1896.

## Desenvolvimento
O lançamento do francês Gloire, o primeiro ironclad do mundo, iniciou uma corrida armamentista naval entre as principais potências europeias. A Marinha Austríaca começou um grande programa de construção de ironclads sob a direção do contra-almirante arquiduque Fernando Maximiliano, irmão do imperador Francisco José I. Este programa foi uma resposta a um programa similar iniciado pela vizinha recém-unificada Itália, o que marcou o início de uma corrida armamentista naval entre os dois países. A Classe Drache foi encomendada especificamente como uma resposta a Classe Formidabile, que a Marinha Real Italiana tinha encomendado em 1860 na França. O projeto foi preparado por Josef von Romako, o Diretor de Construção Naval, que projetaria todos os ironclads austríacos até o final da década de 1870. Os navios foram oficialmente designados na época como fragatas blindadas de terceira classe.

## Características

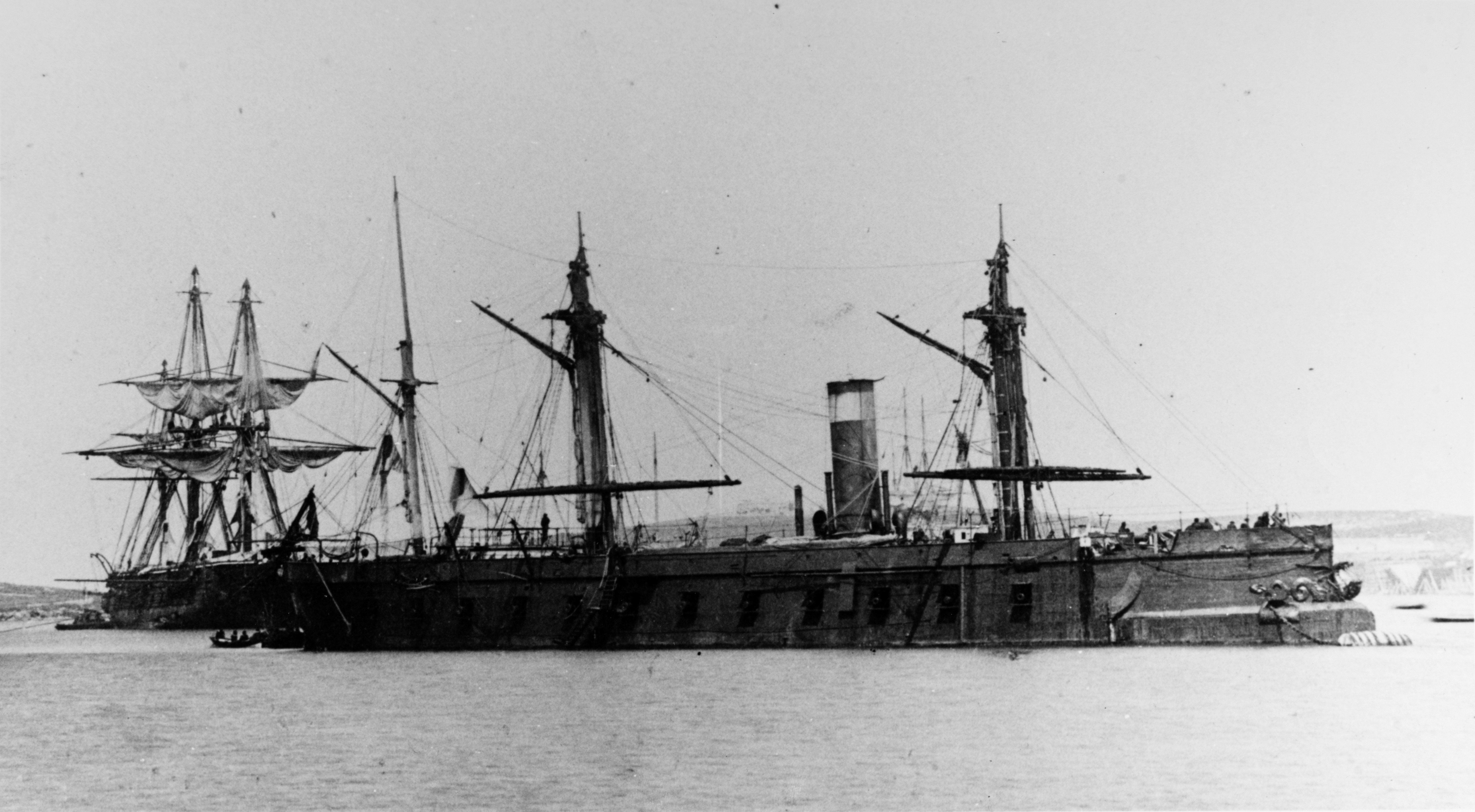
O Drache c. 1866

A Classe Drache tinha 62,78 metros de comprimento entre perpendiculares, 70,1 metros de comprimento de fora a fora, boca de 13,94 metros e calado entre 6,3 e 6,8 metros. Seu deslocamento normal era de 2 869 toneladas e o deslocamento carregado de 3 160 toneladas. Os cascos eram de madeira com placas de ferro rebitadas por cima. A tripulação tinha 346 oficiais e marinheiros.
O sistema de propulsão era composto por um motor a vapor horizontal de dois cilindros que girava uma hélice a partir do vapor gerado por quatro caldeiras a carvão, cuja exaustão era expelida por uma chaminé localizada à meia-nau. Este sistema tinha uma potência indicada de 1 868 a 2 089 cavalos-vapor (1 374 a 1 536 quilowatts) para uma velocidade máxima de 10,5 a onze nós (19,4 a 20,4 quilômetros por hora). Os navios também foram equipados com três mastros com um arranjo de velas de barca para serem usadas em viagens de longa-distância. Ambas as embarcações tiveram sua área total de velas aumentada em 1869 e 1872.
Os navios eram ironclads de bateria lateral armados com dez canhões de alma lisa de 48 libras e dezoito canhões antecarga de 24 libras. Estas armas ficavam montadas em aberturas laterais pelo comprimento do casco. O armamento original foi removido em 1867 e substituído por dez canhões antecarga Armstrong de 178 milímetros e dois canhões antecarga de 51 milímetros. Foram equipados com rostros na proa. Tinha um cinturão de blindagem feito de ferro forjado com 115 milímetros de espessura.

## Navios
| Navio      | Construtor                     | Batimento               | Lançamento            | Comissionamento  | Destino                 |
| ---------- | ------------------------------ | ----------------------- | --------------------- | ---------------- | ----------------------- |
| Drache     | Stabilimento Tecnico Triestino | 18 de fevereiro de 1861 | 9 de setembro de 1961 | novembro de 1862 | Desmontado em 1883      |
| Salamander | Stabilimento Tecnico Triestino | fevereiro de 1861       | 22 de agosto de 1861  | maio de 1862     | Desmontado em 1895–1896 |

## História

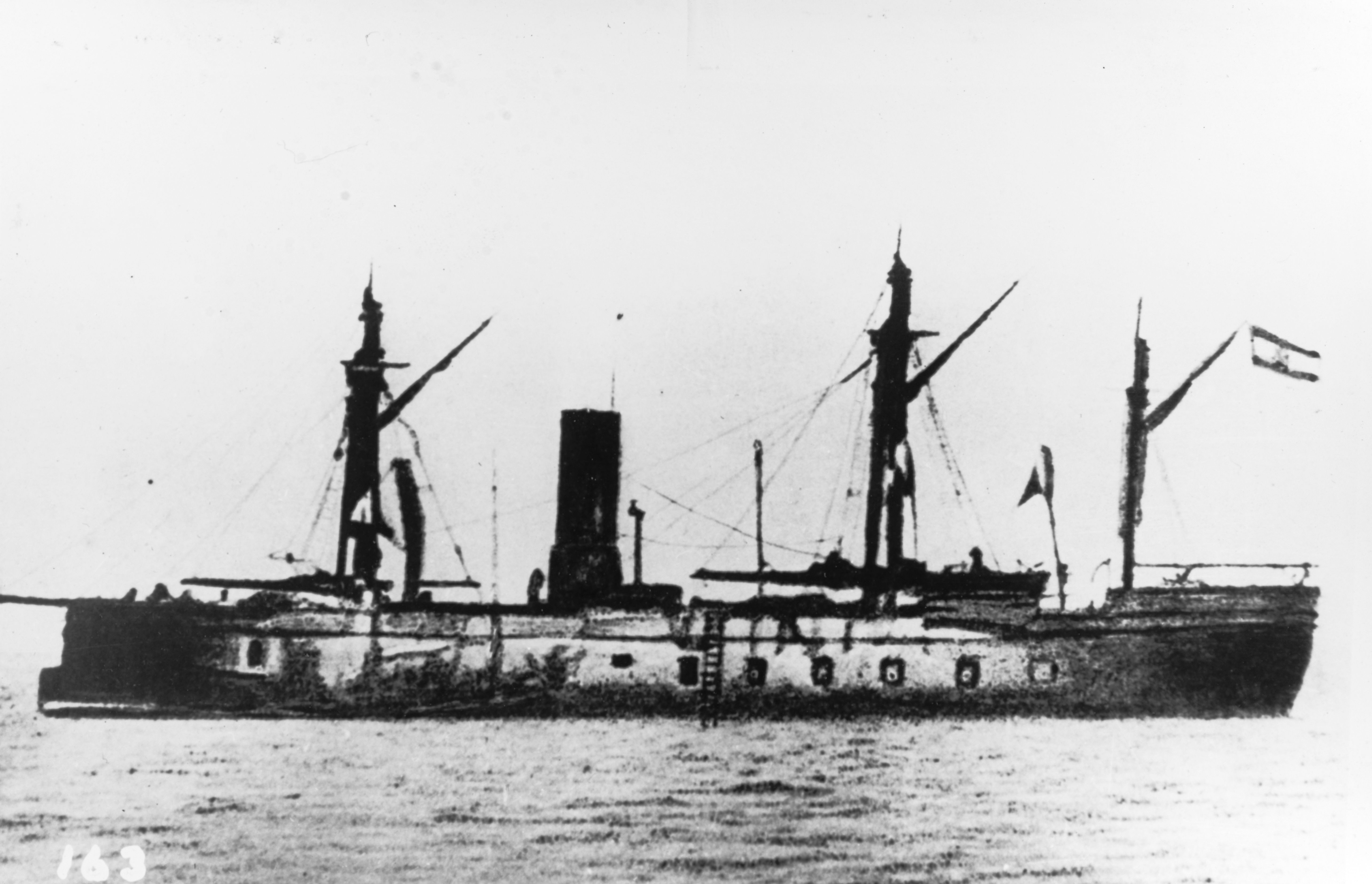
O Salamander c. 1862–1867

A Áustria juntou-se à Prússia contra a Dinamarca em 1864 na Guerra dos Ducados do Elba. O Drache e o Salamander foram mantidos no Mar Adriático contra um possível ataque dinamarquês, algo que nunca ocorreu. A Prússia assinou em 1866 uma aliança com a Itália contra a Áustria, levando à Guerra Austro-Prussiana. A frota austríaca, comandada pelo contra-almirante Wilhelm von Tegetthoff, atacou a frota italiana enquanto esta tentava capturar a ilha de Lissa no Adriático. Na resultante Batalha de Lissa, o Drache infligiu danos fatais no navio de defesa de costa Palestro, iniciando um incêndio que acabou por destruí-lo. Entretanto, o Drache foi atingido por vários disparos italianos, perdeu seu mastro principal, foi temporariamente incendiado e seu oficial comandante foi morto. O Salamander, por sua vez, enfrentou os navios na vanguarda da linha italiana, porém nenhum dos lados conseguiu infligir danos significativos ao outro. Mesmo assim, a perda do Palestro e do ironclad Re d'Italia desmoralizou os italianos e eles recuaram para Ancona.
Ambos foram modernizados duas vezes nos anos após a guerra, recebendo novos canhões em 1867, enquanto em 1869 suas velas foram ampliadas. Entretanto, os dois pouco fizeram pelo resto de suas carreiras. O casco do Drache estava muito apodrecido em 1875, sendo removido do registro naval em junho e posteriormente desmontado em 1883. Já o Salamander permaneceu em serviço como navio de guarda, sendo também removido do registro naval em março de 1883 e convertido em um depósito de minas navais. Serviu nesta função até 1895, sendo então desmontado até o ano seguinte.